# Чечётка (танец)

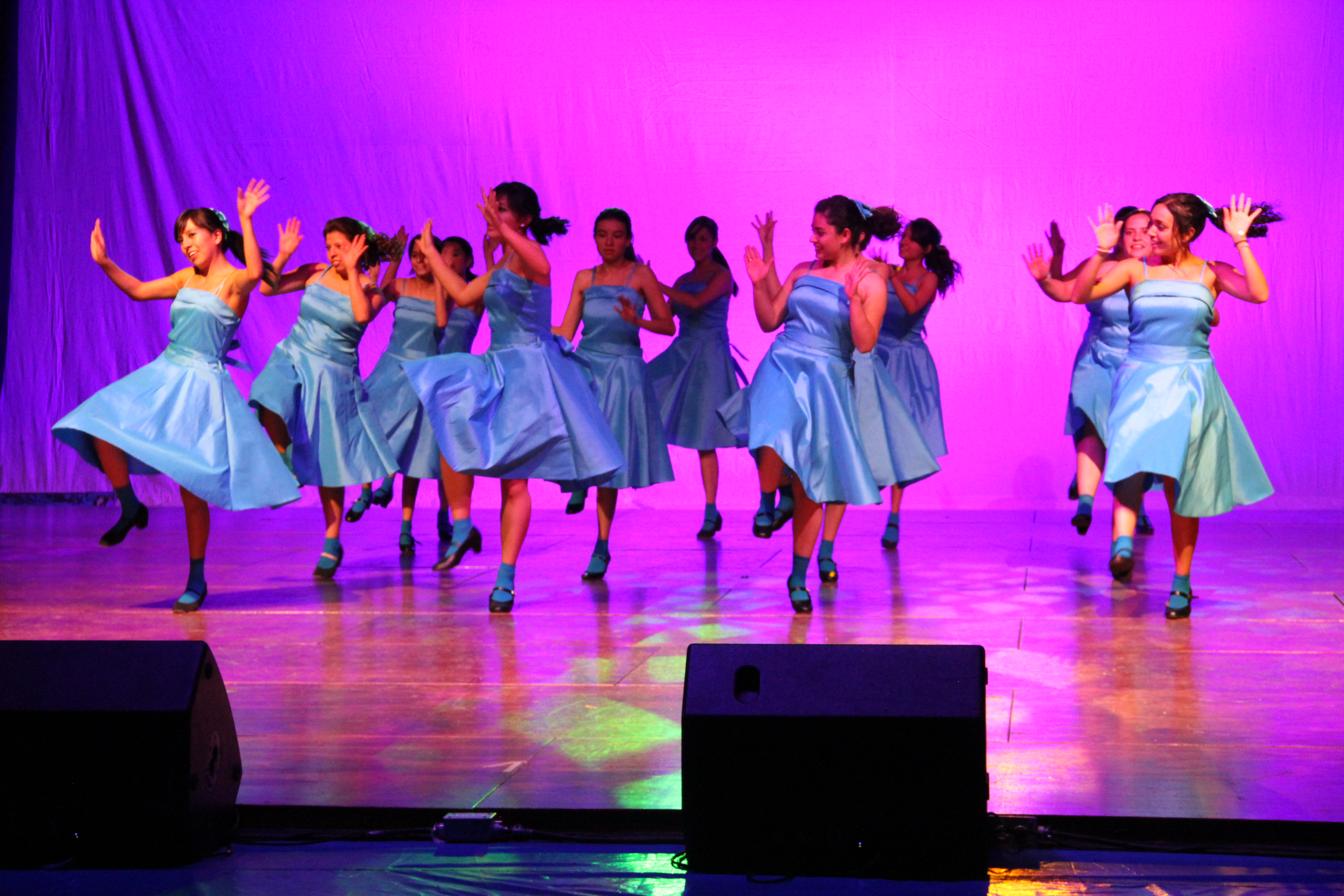
Танцовщицы чечётки

Чечётка или степ — разновидность танца, характерной особенностью которой является ритмическая ударная работа ног. Как правило, чечётка исполняется в специальной обуви, подбитой металлическими пластинами; основатели жанра (Билл Робинсон, Сэмми Дэвис-младший, братья Николас и др.) ими не пользовались, полагаясь на твёрдые подошвы туфель и дубовый пол.

## История
Чечётка происходит из смешения различных культур, прежде всего ирландского танца и афроамериканских танцевальных традиций. Особенно популярна она стала в США, где сплавилось множество культурных традиций, и на рубеже XIX—XX веков появился новый танец.
В 1930—1940-х годах степ приобрёл огромную популярность, благодаря голливудским музыкальным картинам. Фред Астер, Пол Дрейпер, Рей Болджер внесли в чечётку элементы современных танцев и движения из классического балета, разнообразив и обогатив эстетику танца. Естественным образом мода на джаз популяризовала чечётку, придав ей новый образ и более сложную ритмическую и мелодическую основу.
В 1970-е годы интерес к степу возродился вновь, благодаря тому, что в США были восстановлены старые мюзиклы, начали вновь открываться танцевальные школы. Одним из популярнейших в мире коллективов, которые исполняют разновидность ирландского степа (ирландский hard shoe), является группа «Riverdance».
В конце ХХ — начале XXI века центром этого танца вновь оказываются США, где работают Грегори Хайнс, Сэвион Гловер, Джейсон Сэмюэлс-Смит и другие. Заявило о себе степ-шоу «Tap Dogs», попытавшееся при помощи степ-танца передать ритмику современного индустриального города.
В СССР чечётка присутствует в фильмах: «Карнавальная ночь», «Зимний вечер в Гаграх», «Мы из джаза». Известностью пользовались советские исполнители чечётки братья Гусаковы.
На постсоветском пространстве степ активно развивается. Известны московские чечёточники Вячеслав Янковский, Константин Невретдинов (исполнитель степа на руках), Владимир Кирсанов, Олег Федоткин, Тимофей Тимофеев, Виктор Шустов, в Санкт-Петербурге — Михаил Уманец, Евгений Лагранский, Яна Космачева, Ярослав Воронцов, Алексей Жук, Павел Подлесный, Лидия Гурьянова, в Ростове-на-Дону — Пётр Ковалёв, в Киеве — Владимир Шпудейко, одесситы — Алексей Гилко, Сергей Остапенко, Александр Останин, Игорь Белов.